# Nicolas Portal
Pour les articles homonymes, voir Portal.
Nicolas Portal, né le 23 avril 1979 à Auch (Gers) et mort le 3 mars 2020 à Andorre-la-Vieille (Andorre), est un coureur cycliste français des années 2000, reconverti directeur sportif.
Il a été directeur sportif de l'équipe Sky, devenue Ineos. Il totalise au cours de sa carrière une seule victoire individuelle chez les professionnels. En tant que directeur sportif, il remporte huit grands tours, dont six Tours de France, avec Christopher Froome (2013, 2015, 2016, 2017), Geraint Thomas (2018) et Egan Bernal (2019).

## Biographie

### Carrière
Éveillé au cyclisme par Henryk Sobinski, passé par le VTT, Nicolas Portal fait ses débuts professionnels sur route en 2002 au sein de l'équipe AG2R Prévoyance, après avoir été pris comme stagiaire en fin de saison 2001. Lors de sa deuxième saison avec l'équipe, il se classe troisième du championnat de France du contre-la-montre derrière Eddy Seigneur et Stéphane Barthe. En 2004, il s'impose en solitaire à Aubenas, lors de la troisième étape du Critérium du Dauphiné libéré,. Il s'agit de sa seule victoire chez les professionnels. En 2006, il rejoint l'équipe espagnole Caisse d'Épargne, où il occupe un rôle d'équipier pour ses leaders. Il fait partie de l'équipe qui gagne le Tour de France 2006 avec Óscar Pereiro. En 2009, il est contraint d'arrêter pendant six mois la compétition en raison d'une arythmie cardiaque.
Il s'engage pour 2010 avec la formation Sky, une nouvelle équipe britannique, où il effectue une saison complète avant de mettre un terme à sa carrière de coureur. Durant sa carrière sportive, il participe au total à sept grands tours - six Tours de France et un Tour d'Espagne - et termine dans le top 10 d'étape du Tour à trois reprises. Parmi les temps forts de sa carrière, il a également été classé parmi les 10 premiers au classement général des Quatre Jours de Dunkerque et du Tour du Limousin et terminé 16e de Paris-Roubaix en 2003.
Après la saison 2010, Dave Brailsford, le manager de l'équipe Sky, lui propose alors de prendre un poste de directeur sportif à la fin de saison.
Lors du Tour de France 2013, il est directeur sportif en chef de l'équipe Sky (succédant à Sean Yates qui occupait ce rôle en 2012). Il mène le leader de l'équipe Christopher Froome à la victoire finale de ce Tour. Il est souvent cité comme le plus jeune directeur sportif vainqueur du Tour de France alors que Cyrille Guimard avait 29 ans lors de la victoire de Lucien Van Impe dans le Tour 1976. Nicolas Portal dirige encore Christopher Froome lors de ses victoires du Tour de France 2015, 2016 et 2017, du Tour d'Espagne 2017 et du Tour d'Italie 2018. Il dirige également Geraint Thomas lors de sa victoire lors du Tour de France 2018, que Froome termine à la troisième place, et Egan Bernal qui remporte le Tour de France 2019 avec Geraint Thomas à la deuxième place.

### Famille et décès
Il est le frère aîné de Sébastien Portal, lui aussi cycliste professionnel. Marié à Magalie Belloni, Nicolas Portal a eu deux enfants, Lenny et Ainoa. Il meurt chez lui en Andorre d'une crise cardiaque le 3 mars 2020, à l'âge de 40 ans,. Ses obsèques sont célébrées le 9 mars dans la cathédrale d'Auch, en présence de Dave Brailsford, Geraint Thomas, Egan Bernal, Christian Prudhomme, du maire d'Auch et du président du conseil départemental du Gers.

## Palmarès

### Palmarès amateur
- 1998
  - 3e de Soulor-Aubisque
- 1999
  - Soulor-Aubisque
- 2001
  - Grand Prix de Biran
  - Ronde des Pins à Mont-de-Marsan
  - Soulor-Aubisque

### Palmarès professionnel
- 2003
  - 3e du championnat de France du contre-la-montre
- 2004
  - 3e étape du Critérium du Dauphiné libéré
- 2005
  - 3e étape du Tour de Castille-et-León (contre-la-montre par équipes)
- 2007
  - 1re étape du Tour de Catalogne (contre-la-montre par équipes)

## Résultats sur les grands tours

### Tour de France
6 participations :
- 2003 : 82e
- 2004 : 72e
- 2005 : 88e
- 2006 : 100e
- 2007 : 57e
- 2008 : 66e

### Tour d'Espagne
1 participation :
- 2002 : 84e